# (9491) Thooft
(9491) Thooft es un asteroide perteneciente al cinturón de asteroides, descubierto el 25 de marzo de 1971 por Cornelis Johannes van Houten en conjunto a su esposa también astrónoma Ingrid van Houten-Groeneveld y el astrónomo Tom Gehrels desde el Observatorio del Monte Palomar, Estados Unidos.

## Designación y nombre
Designado provisionalmente como 1205 T-1. Fue nombrado Thooft en honor al físico holandés Gerardus 't Hooft profesor de física en la Universidad de Utrecht. Junto con su colega Martinus J. G. Veltman ganó el Premio Nobel de Física en el año 1999.

## Características orbitales
Thooft está situado a una distancia media del Sol de 2,213 ua, pudiendo alejarse hasta 2,510 ua y acercarse hasta 1,917 ua. Su excentricidad es 0,133 y la inclinación orbital 5,050 grados. Emplea 1203 días en completar una órbita alrededor del Sol.

## Características físicas
La magnitud absoluta de Thooft es 15. Tiene 2,236 km de diámetro y su albedo se estima en 0,268.